# Offensive de Narva (1er-4 mars 1944)
Front de l'Est de la Seconde Guerre mondiale
 (Bataille de Narva)
Batailles
- Kingisepp–Gdov
- Narva (1re offensive
- 2e offensive
- 3e offensive
- 4e offensive
- 5e offensive)
- Bombardements de Tallinn
- Auvere
- Ligne Tannenberg
- Tartu
- Tallinn
- Porkuni
- Moonsund
- Tehumardi

La seconde offensive de Narva (estonien : Putki lahing) est une opération menée par le front soviétique de Léningrad du 1er au 4 mars 1944, visant la conquête de l'isthme de Narva aux mains du détachement de l'armée allemande « Narwa ».
Au moment de l'opération, Joseph Staline, le commandant suprême des forces armées soviétiques, était personnellement intéressé par la prise de l'Estonie, la considérant comme une condition préalable pour forcer la Finlande à sortir de la guerre.
La 59e armée soviétique attaque vers l'Ouest depuis la tête de pont de Krivasoo au sud de la ville de Narva et encercle les points forts de la 214e division d'infanterie et des 658e et 659e bataillons estoniens de la Légion de l'Est. La résistance des unités encerclées donne le temps au commandement de l'Armeegruppe Narwa de déplacer toutes les forces disponibles et d'arrêter l'avance soviétique. Au Nord de Narva, les nouveaux régiment SS, les 45e et 46e (division SS estoniennes) accompagnés d'unités de la 11e division SS division Nordland contre-attaquent et réduisent la tête de pont soviétique.